# Brusciano
Brusciano – miejscowość i gmina we Włoszech, w regionie Kampania, w prowincji Neapol.
Według danych na rok 2004 gminę zamieszkiwały 15 202 osoby, 3040,4 os./km².